# Ptyonoprogne
Ptyonoprogne – rodzaj ptaków z podrodziny jaskółek (Hirundininae) w obrębie rodziny jaskółkowatych (Hirundinidae).

## Rozmieszczenie geograficzne
Rodzaj obejmuje gatunki występujące w Eurazji i Afryce.

## Morfologia
Długość ciała 13–16 cm, masa ciała 12–33 g.

## Systematyka
Rodzaj zdefiniował w 1850 roku niemiecki zoolog Ludwig Reichenbach w publikacji własnego autorstwa poświęconej historii naturalnej ptaków. Gatunkiem typowym jest (późniejsze oznaczenie) jaskółka skalna (P. rupestris).

### Etymologia
Ptyonoprogne: gr. πτυον ptuon ‘wachlarz’, od τυσσω ptussō ‘składać’; łac. progne ‘jaskółka’, od Progne, Procne lub Prokne (gr. Πρoκνη Proknē), w mitologii greckiej żona Tereusa zamieniona w jaskółkę; po rozłożeniu, ogon jaskółki skalnej jest tylko płytko rozwidlony. 

### Podział systematyczny
Do rodzaju należą następujące gatunki:
- Ptyonoprogne fuligula (M.H.C. Lichtenstein, 1842) – jaskółka blada
- Ptyonoprogne obsoleta (Cabanis, 1851) – jaskółka płowa
- Ptyonoprogne rufigula (G.A. Fischer & Reichenow, 1884) – jaskółka mała
- Ptyonoprogne rupestris (Scopoli, 1769) – jaskółka skalna
- Ptyonoprogne concolor (Sykes, 1832) – jaskółka brunatna